# Geografía de la ciudad de Buenos Aires

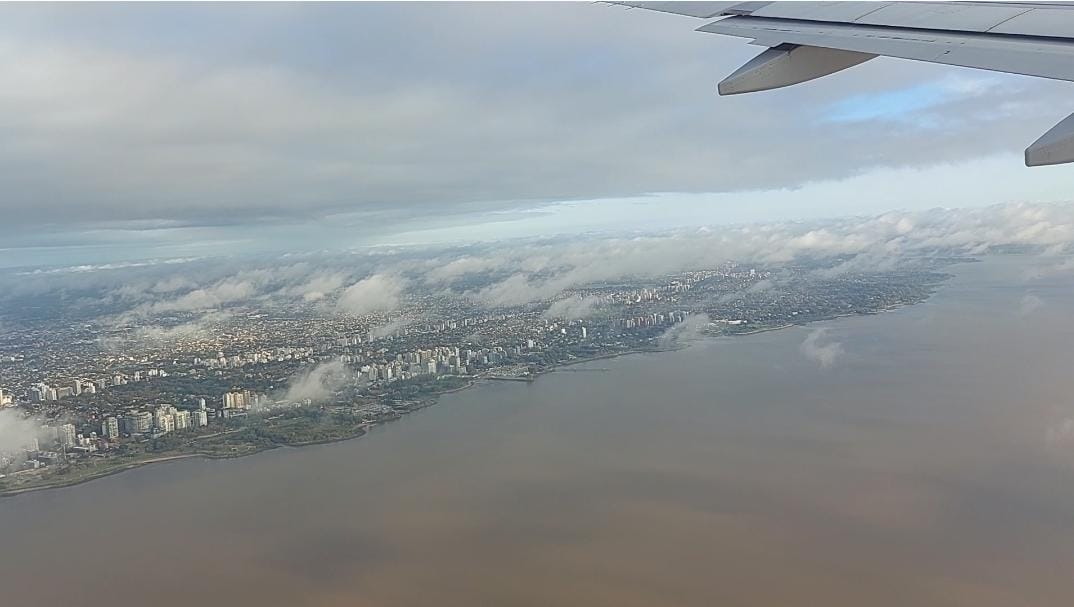
Vista aérea de la costa de Buenos Aires.

La Ciudad Autónoma de Buenos Aires (Argentina) se caracteriza por ser una ciudad costera, ubicada en el margen del Río de la Plata y el Riachuelo.
Antiguamente atravesaban la ciudad una gran cantidad de arroyos (y sus «valles de inundación»), que fueron finalmente entubados entre finales del siglo XIX y principios del siglo XX. El clima que caracteriza la ciudad es templado, siendo la temperatura promedio anual de 17,6 °C. Buenos Aires es afectada por la sudestada, un viento que produce pertinaces e intensas lloviznas y suele producir inundaciones en las zonas de altitud más baja y costaneras de los barrios porteños de Belgrano, Palermo y La Boca.

## Ubicación
La ciudad de Buenos Aires se encuentra en Sudamérica, a 34° 35' 59" de latitud sur y 58° 22' 55" de longitud oeste, en la margen derecha del Río de la Plata.
Frente a sus costas se encuentra, ya en Uruguay, Colonia del Sacramento, y más lejos, Montevideo, la capital de dicho país, a 220 km (25 min en avión o 2 h 30 en barco). A 1065 km (1 h 50 de avión) se encuentra Asunción, la capital del Paraguay; a 1139 km (2 h de avión), Santiago, la capital de Chile; y un poco más lejos, a 1719 km (3 h de avión), se encuentra São Paulo (Brasil), la otra gran metrópolis de América del Sur.

## Límites

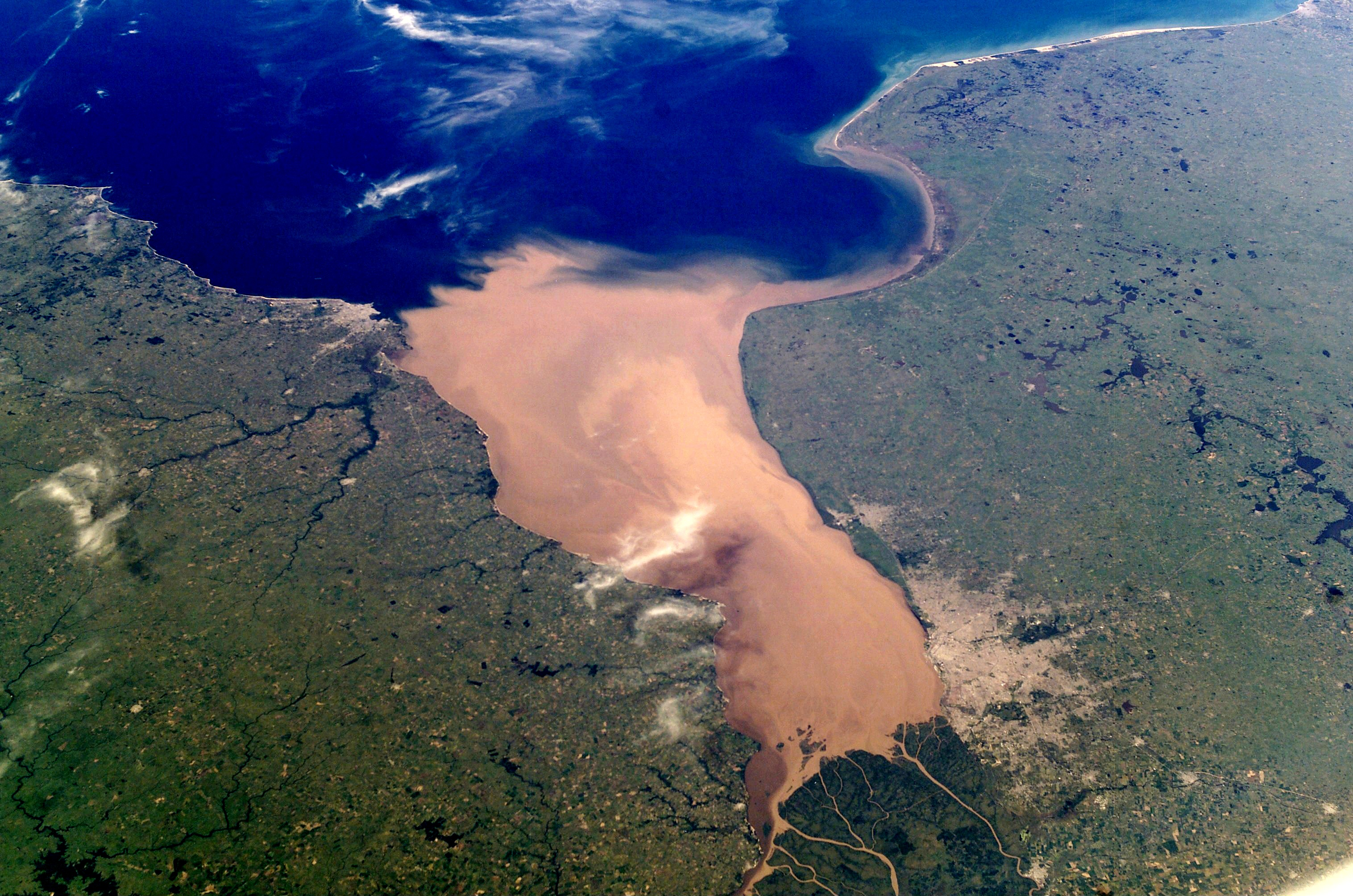
Imagen satelital del Río de la Plata. Nótese el Gran Buenos Aires en el lado derecho -casi al inicio del estuario del Río de la Plata- y luego Montevideo, en la República Oriental del Uruguay en el lado izquierdo - Montevideo se ve próxima a la desembocadura del estuario del Río de la Plata, allí donde las aguas dejan de ser amarronadas y se vuelven azules-.

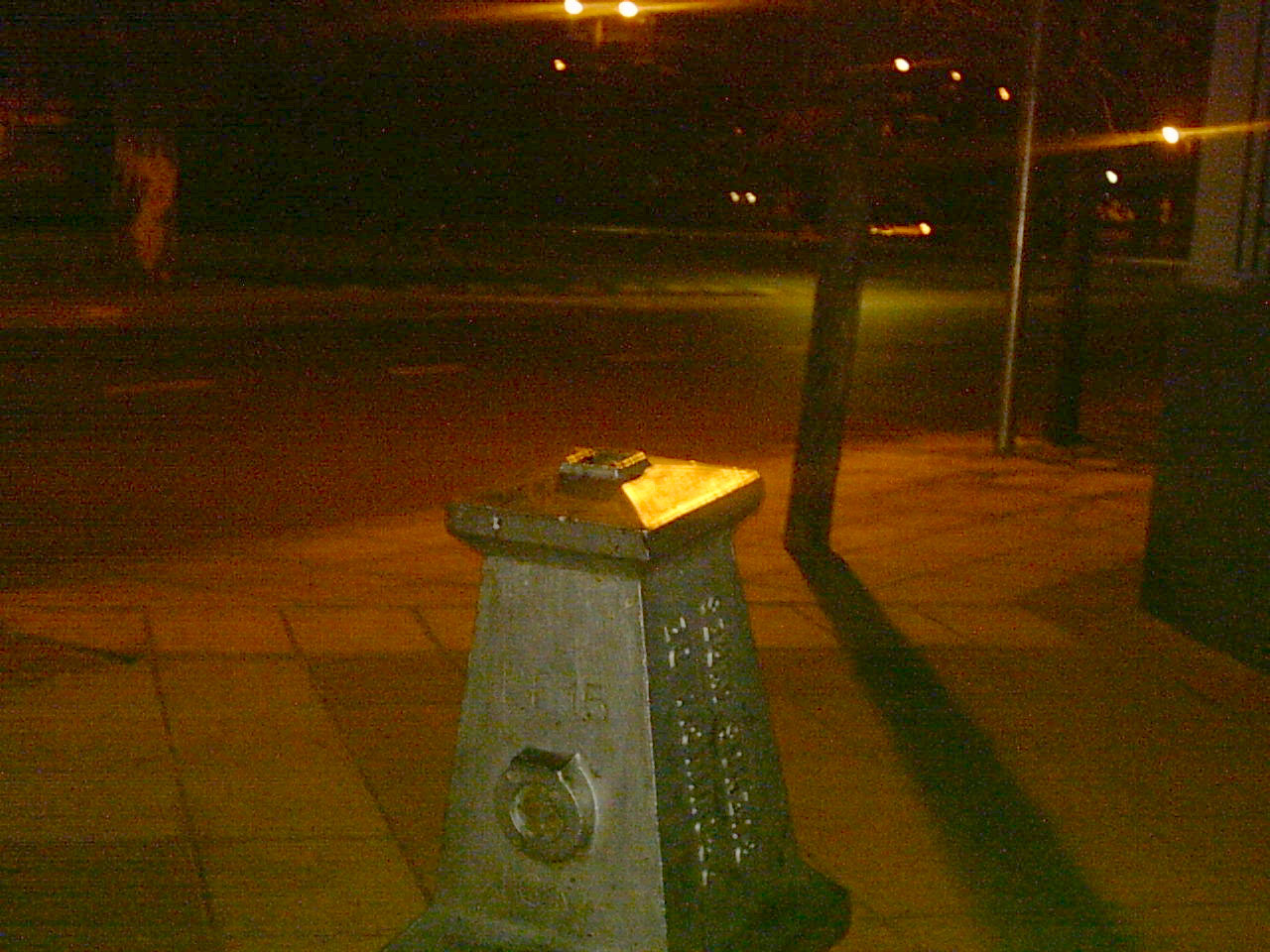
Mojón ubicado en la colectora norte de la Avenida General Paz, el mismo indica el límite entre la Ciudad de Buenos Aires y la provincia homónima; se puede apreciar que este hito está sobre la línea de edificación, por lo que se infiere que toda la General Paz pertenece a jurisdicción de la Ciudad de Buenos Aires.

El Río de la Plata (al este y al norte) y el Río Matanza-Riachuelo (al sur) son los límites naturales de la Ciudad Autónoma de Buenos Aires. El resto del perímetro está rodeado por la colectora externa de la Avenida General Paz, que es una autopista de 24 km de extensión que circunvala la ciudad de norte a oeste hasta que se encuentra por el sur con el Río Matanza-Riachuelo. Cabe recordar que por el Este el límite son las aguas del mencionado río, excepto los recintos de los edificios del Puerto de Buenos Aires, que están bajo la administración del Estado Nacional. Esos edificios se encuentran dispersos, hacia el Este de la ciudad en una línea imaginaria que circula por la Avenida Presidente Ramón S. Castillo, Corbeta Uruguay y Avenida Antártida Argentina y Avenida Lanchas hasta el Río de la Plata; retomando luego el límite en la línea que forman la Avenida España, la Avenida Rawson de Dellepiane y la Autopista Dr. Arturo Balbín, llegando hasta el Riachuelo. Esta línea descrita demarca un límite por el Este entre la jurisdicción perteneciente a la CABA y un espacio bajo la jurisdicción del Estado Nacional, el cual está formado por los mencionados edificios del Puerto de Buenos Aires (no confundir con Puerto Madero).
Existe un pequeño tramo de no más de 2 km, comprendido entre la Avenida Intendente Cantilo y el Río de la Plata, donde el límite con la Provincia de Buenos Aires en parte es la línea imaginaria de la prolongación de la Av. General Paz y otro tramo el arroyo Raggio; este sector corresponde al límite entre el Parque de los Niños y el Paseo de la Costa. Esto se debe a que la autopista llamada Avenida General Paz no finaliza en la costa del río sino en la Av. Intendente Cantilo. Esta avenida enlaza de manera rápida la ciudad con el resto del Gran Buenos Aires, una franja de alta concentración de habitantes y fuerte actividad comercial e industrial. 
Adicionalmente, existe en la Comuna 4 un meandro del Riachuelo, denominado Meandro de Brian, en donde el límite con la Provincia de Buenos Aires pasa a ser la proyección de la rectificación pendiente del cauce, de modo que en la zona donde el río bordea al meandro, ambas orillas (incluyendo al meandro propiamente dicho) forman parte de la Ciudad de Buenos Aires.
Excepto su límite oriental con el Río de La Plata, todos los otros límites indicados de la ciudad separan su jurisdicción de las correspondientes a la Provincia de Buenos Aires.
| Noroeste: San Martín   | Norte: Vicente López y Río de la Plata | Noreste: Río de la Plata    |
| Oeste: Tres de Febrero |                                        | Este: Río de la Plata       |
| Suroeste: La Matanza   | Sur: Lomas de Zamora                   | Sureste: Lanús y Avellaneda |

## Relieve
La ciudad se encuentra casi totalmente ubicada en la región geológicamente pampeana, sólo las áreas orientales —en donde se encuentran Puerto Madero, la Reserva Ecológica de Buenos Aires, el Aeroparque, la Ciudad Deportiva de Boca Juniors, entre otras zonas— son de terreno emergido artificialmente por relleno de las costas del Río de La Plata.
El límite original de la costa con el río estaba dado por una serie de barrancas (entre ellas las Barrancas de Belgrano) surgidas por las variaciones del nivel del mar (y del estuario del Plata) hace miles de años. Tal límite antiguo corresponde aproximadamente a las siguientes avenidas: Paseo Colón, Leandro N. Alem, del Libertador, General Las Heras, Santa Fe, Luis María Campos y nuevamente Del Libertador. La selva marginal que se mantiene en muchas costas del río Paraná al norte y al sur de Buenos Aires no existe más.
Las cuenca de los arroyos se caracterizaba por la existencia de zonas más deprimidas que otras, conocidas como "valles de inundación". De tal modo, el territorio poseía suaves ondulaciones interrumpidas por el sur, ante el amplio valle de inundación correspondiente al Riachuelo, y gran parte de las zonas inundables recibieron hasta inicios de siglo XX la denominación de Bañados de Pereyra. La zona más elevada de la ciudad autónoma se encuentra en el barrio de Villa Devoto.
Pese a que la mayor parte del área porteña integra la región pampeana el territorio era antes de la urbanización no era llano, ya que la serie de arroyos implicaba la existencia de zonas más deprimidas que otras; esas zonas más bajas se conocen como "valles de inundación".
El punto más alto es la esquina de Av. Francisco Beiró y Chivilcoy, que se encuentra en dicho barrio, cerca del límite con Monte Castro. Cabe considerar que Monte Castro recibe su nombre de "monte" no porque exista allí algún accidente orográfico, sino por la otra acepción que la palabra "monte" tiene en Argentina, la de una zona arbolada. En efecto, esta zona más elevada de la ciudad, antes de 1880, se encontraba poblada naturalmente por arboledas.
El famoso barrio de La Boca es zona fácilmente inundable por el Río de la Plata, dada su escasa altitud, y para evitar su anegamiento durante las sudestadas (rachas muy ventosas y pluviosas del sudeste) se ha debido recurrir a sistemas artificiales.

## Sismicidad
Buenos Aires se ubicaría, en apariencia, en una región asísmica dentro del territorio de la República Argentina. La región responde a la «falla de Punta del Este», con sismicidad baja. Sólo se pueden percibir ligeros movimientos sísmicos en los pisos más altos de los edificios céntricos, y cuyo origen suelen ser movimientos sísmicos cuyo epicentro se encuentra en el oeste de la república.
Dado el cortísimo período conocido (5 siglos, después de 1500), sólo se conoce que el 5 de junio de 1888 se produjo el terremoto del Río de la Plata de 1888, a las 3.20 UTC-3, con una magnitud en la escala de Richter de 5,5; su epicentro estuvo a 30 km de profundidad, en el centro de dicho río. Jamás se tomaron medidas mínimamente antisísmicas. Este sismo afectó a todas las poblaciones de la costa del Río de la Plata, especialmente a las ciudades de Buenos Aires y de Montevideo, produciendo leves daños.
También se debe destacar el sismo ocurrido el 30 de noviembre de 2018, a las 10:27 de la mañana, con epicentro a 32 km al sur de la ciudad y a 25 km de profundidad, con magnitud de 3,8 en la escala de Richter.

## Hidrografía
Además de los ya indicados Río de La Plata y el Riachuelo (que en la provincia de Buenos Aires oficialmente se llama Río Matanza) y el pequeño arroyo Raggio en el límite extremo noreste de la jurisdicción de la CABA, el suelo de la actual Ciudad Autónoma de Buenos Aires se encontraba naturalmente surcado por una serie de arroyos, cañadas y ramblizos, existiendo también algunas pequeñas lagunas.
En efecto: la segunda fundación de Buenos Aires se realizó teniendo como límites sur y norte dos pequeños arroyos: como linde sur el Zanjón de Granados (o Tercero del Sur) que tenía otros dos afluentes temporarios llamados Zanjón de Goyo Vieira y Zanjón de La Convalecencia; como linde norte (y en parte también occidental) el Zanjón de Matorras (o Tercero del Medio). Otro arroyo llamado Manso (cuyo recorrido parcialmente es señalado por la actual avenida Pueyrredón), era también conocido como el Tercero del Norte. Hacia 1850 este arroyo resultaba el límite occidental y septentrional del área urbanizada.
El Tercero del Sur  o arroyo Granados se originaba detrás de la estación Constitución. Bajaba por la actual calle Perú, entre la Av. San Juan y Humberto I, y continuaba por la calle Bolívar, entre Carlos Calvo y Estados Unidos. Luego se unía a otro curso de agua (el Goyo Vieira) cruzando la avenida Independencia y se unía a otro arroyo (el zanjón de la Convalecencia) al llegar a la calle Defensa; a continuación hacía un codo por la cortada de San Lorenzo y bajaba hasta desembocar en el Río de la Plata.
El Tercero del Medio  o arroyo Matorras (en algunos textos mal escrito como "Matorral") se originaba en las cercanías de la intersección de las actuales Independencia y Entre Ríos. Desde allí bajaba en dirección este formando una pequeña laguna en el Hueco de Isidro Lorea (casi en la intersección de la Av. Rivadavia y la calle Paraná actuales); luego, por un recorrido sinuoso próximo al de la actual calle Talcahuano, llegaba a una laguna llamada de Zamudio, en parte de la actual Plaza Lavalle, y recorría las calles Viamonte, Suipacha, Córdoba, Maipú y Paraguay. Finalmente, cruzaba la calle Florida y continuaba por la calle Tres Sargentos hasta desembocar, formando un pequeño delta, en el Río de la Plata.
El Tercero del Norte  o arroyo Manso nacía de dos lagunas ubicadas en las cercanías de la intersección de las calles Venezuela y Saavedra. Recorría las calles 24 de noviembre, Av. Corrientes, Paso, Pasteur, Av. Córdoba hasta Sánchez de Bustamante, y descendía, en un pequeño delta, por Gallo, Austria y Tagle hasta el Río de la Plata. Una derivación canalizada de este arroyo corre y desemboca a la altura de la calle Ugarteche por lo que actualmente en varios documentos la actual desembocadura rectificada del arroyo Manso es llamada "arroyo Ugarteche".
Más conocido es el Arroyo Maldonado, originalmente arroyo de La Maldonado. Este arroyo nace en el partido de La Matanza, teniendo sus fuentes principales cercanas a la estación ferroviaria de Isidro Casanova, aunque recién tomaba un cauce definido en los alrededores de la estación de San Justo. Dentro  del Gran Buenos Aires corre entubado principalmente por las calles José Mármol, Pedro de Arana, Pedro B. Palacios y Maldonado hasta que, al atravesar la avenida General Paz, ingresa en la Ciudad Autónoma de Buenos Aires, en la cual actualmente corre con algunas rectificaciones bajo la avenida Juan B. Justo, luego prosigue por debajo del Parque de Palermo y por debajo del Aeroparque Jorge Newbery hasta desembocar en el Río de la Plata en la zona de la plaza Puerto Argentino. El Maldonado, a poco de ingresar en la ciudad, recibía por la izquierda un pequeño afluente cuyo curso está bajo el actualmente llamado Paseo de Versailles. Hacia 1888 el arroyo Maldonado señalaba el límite septentrional de la Ciudad de Buenos Aires, y hasta ese año, al norte del arroyo se encontraba el partido de Belgrano (que actualmente es un barrio de la ciudad).
El arroyo Vega  (que actualmente corre entubado en gran parte bajo la calle Blanco Encalada) era el eje de la antigua ciudad de Belgrano. Se originaba en los barrios de La Paternal y Agronomía, atravesaba Colegiales y bajaba por Holmberg hasta Juramento. Luego recorría Estomba, Mendoza y Superí hasta volver a retomar Juramento. Atravesaba Freire y Echeverría, recorriendo Zapiola hasta doblar en un codo por Blanco Encalada, y por Húsares y Monroe desembocaba en el Río de la Plata recibiendo antes el aporte de una laguna ubicada en los terrenos que ocupa el actual Estadio Antonio Vespucio Liberti.
El arroyo Medrano nace en el partido de Tres de Febrero. Luego de atravesar la avenida General Paz e ingresar en la Ciudad Autónoma de Buenos Aires, discurre entubado por los barrios de Saavedra y Núñez. Más precisamente, cursa por debajo del Parque Sarmiento, la calle Vilela, el Parque Saavedra, la avenida García del Río y la avenida Comodoro Martín Rivadavia. Después de atravesar la avenida Lugones, corre a cielo abierto, pero rectificado, unos 300 m hasta desembocar en el Río de la Plata.
Casi en el extremo norte de la ciudad, en el barrio de Núñez corría el muy pequeño 'arroyo Cobos o White o incluso de Díaz' (según qué familia fuera la propietaria de los terrenos por los que antaño surcaba) (más raramente "de los Membrillos") que actualmente discurre entubado bajo las calles Campos Salles y Rubén Darío, y desemboca en el Río de la Plata inmediatamente al norte del CUBA y el campus de la Ciudad Universitaria de la UBA, al desembocar pocos metros al norte de la calle hoy llamada Udaondo existe una actual tendencia a llamarle "arroyo "Udaondo"  lo cual suele hacer que en muchas ocasiones se le confunda mal con el arroyo Manso cuyo curso expuesto inferior hoy es llamado "Ugarteche".
En el sector sudoeste de la ciudad existe otro importante arroyo, el Cildáñez, afluente directo del Riachuelo. A inicios del siglo XX en sus orillas fueron alojados muchos de los mataderos de la ciudad que arrojaban los restos de la faena en su cauce, siendo bautizado por los vecinos como el arroyo de la sangre. El Cildáñez corre actualmente entubado bajo las calles Justo Antonio Suárez, Coronel Cárdenas, Avenida Remedios de Escalada, Avenida Juan Bautista Lasalle, Av. Asturias y luego, también entubado, bajo el Parque Guillermo Brown y el ex-Parque de la Ciudad luego llamado Parque Indoamericano. Al atravesar la avenida Coronel Roca ingresa en el Parque Julio A. Roca en donde corre rectificado y parcialmente a cielo abierto hasta desembocar en el Riachuelo. El arroyo Maldonado está conectado artificialmente con el Cildáñez por un canal subterráneo construido a mediados del siglo XX. Tal canal aliviador del Maldonado corre bajo la calle Ruiz de los Llanos y la calle Basualdo.
En los barrios de Barracas y Nueva Pompeya se encontraban divagantes por los Bañados de Pereyra, tres arroyuelos emisarios del Riachuelo, conocidos como Perdriel (famoso durante las Invasiones inglesas), Teuco y Erézcano, el Erézcano tiene como su principal afluente al pequeño arroyo San Pedrito (que corre aproximadamente por la actual calle San Pedrito). También en la zona limítrofe entre los barrios de La Boca y Barracas y afluente del Riachuelo corre entubado el arroyo Ochoa  (que fuera apodado a fines del S XIX e inicios del siglo XX "arroyo de las Pulgas") y su afluente el arroyo Elía.
A estos arroyos se sumaban cañadas y ramblizos poco profundos, que solo llevaban escasos caudales durante lluvias importantes. Algunas de tales cañadas y algunos de tales ramblizos discurrían por la Av. del Barco Centenera, la Av. El Cano, la Av. Fernández de la Cruz, la calle Anchorena y la calle Río de Janeiro.
La totalidad de los cursos fluviales reseñados —a excepción (obviamente) del Río de la Plata, de 50 km de ancho— y del Riachuelo, ha sufrido un proceso desde 1870, primero de rectificaciones y luego de entubamientos (verdaderas cloaquizaciones).
Fue el ingeniero inglés John La Trobe Bateman el encargado de las obras. El Tercero del Sur iba a ser utilizado como canal de desagüe, por lo que se le dio una amplitud de 4,5 m × 3,5 m de profundidad. El Matorras o Tercero del Medio sufrió igual suerte aunque se hizo a fines del siglo XIX famoso su Puente de los Suspiros hecho construir por el intendente Mariano Billinghurst. El puente en sí, aunque era pequeño, tenía un cierto atractivo arquitectónico reforzado porque daba a la esquina en la cual se encontraba el célebre Café de Cassoulets y a un barrio entonces netamente prostibulario (de allí el nombre del puente). Finalmente desistieron del plan y los tres Terceros fueron cubiertos de empedrado, siendo terminadas las obras durante la presidencia de Marcelo T. de Alvear. Aún quedan zonas de túneles por los cuales discurren las aguas (escasas si no es durante grandes lluvias) de los terceros, principalmente el cauce del Granados en los subsuelos del barrio de San Telmo.
En 1908 muchos arroyos fueron encauzados y rectificados, ya que con las crecidas causaban daños a la infraestructura de la ciudad. Fueron canalizados pero se mantenían a cielo abierto, construyéndose varios puentes para su cruce. Finalmente en 1919 se dispuso su canalización cerrada, pero los trabajos comenzaron recién en 1927, terminando algunos en 1938 y otros, como el Maldonado, en 1954.
En la actualidad (2015) la extensión de ductos subterráneos por los cuales discurren arroyos, ramblizos, cañadas y otras aguas de origen pluvionival en la CABA es de 840 km.

## Clima

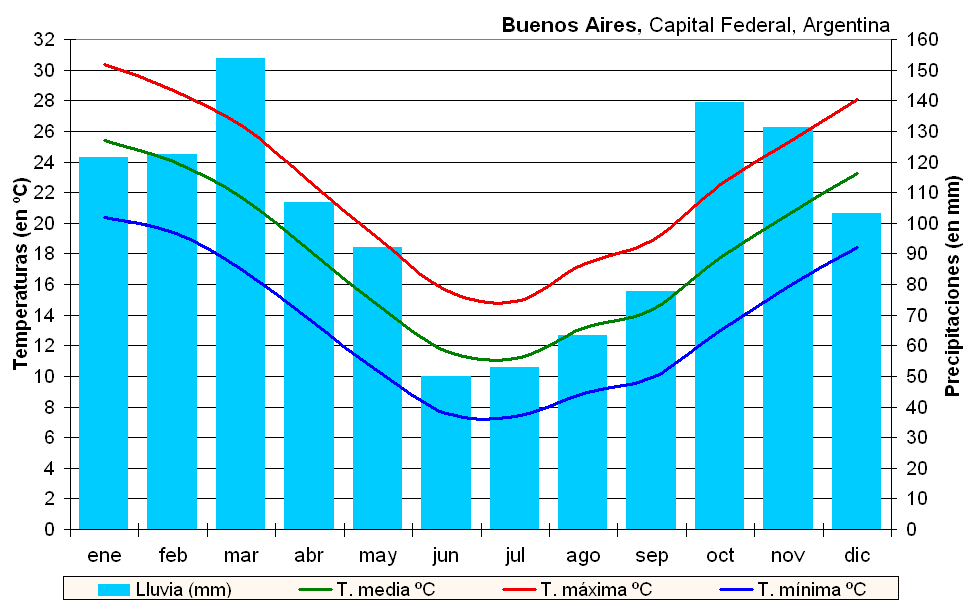
Climograma de Buenos Aires.

El clima de Buenos Aires es templado pampeano, con veranos calurosos e inviernos fríos. Si bien es húmedo todo el año, las precipitaciones son más abundantes en verano que en invierno. Las temperaturas medias anuales de 17,6 °C tornan escasos los días de calor y frío intensos. La humedad relativa promedio es del 71,4%.
El mes más frío es julio, con una temperatura media de 10 °C, con mínimas extremas de -2 a 0 °C. En las zonas suburbanas, las temperaturas pueden descender a -5 °C. Son raras las heladas y las nevadas en el centro de la ciudad debido a dos causas: la gran aglomeración urbana provoca una isla de calor (a pocos km del centro de Buenos Aires la temperatura suele ser de 2 a 5 °C menor) y el hecho que las olas de frío durante el invierno suelan coincidir con el viento llamado pampero el cual por haber atravesado previamente la cordillera de los Andes aunque sopla aún bastante frío ha perdido la mayor parte de su humedad (y posibilidad de producir nevadas) al haberse condensado y precipitado en la cordillera y precordillera andinas; las únicas veces que nevó en el siglo XX fueron en junio de 1918, por la noche, y en 1967 muy leve, pero diurna. El 9 de julio de 2007 se registró la última nevada, un poco más fuerte que la de 1967, pero no tan fuerte como la de 1918, en todo el Gran Buenos Aires, donde en la capital nevó durante toda la tarde. Hay que considerar que la sensación térmica  puede ser más baja por efecto del viento, llegando a -3 °C en la capital y -7 °C fuera. Los días en invierno suelen ser muy húmedos, con lloviznas constantes. El hecho que la conurbación de la Ciudad de Buenos Aires forme una isla de calor es actualmente la principal explicación de porqué las nevadas casi no existan, pero una causa natural es factor muy importante para la rareza de las nevadas: -casi siempre- precisamente es cuando hace más frío, es cuando el cielo se encuentra libre de nubes y la humedad ambiente es más baja, la razón para que esto ocurra se encuentra en el viento llamado Pampero, este viento proviene del Anticiclón Antártico, sopla desde el cuadrante sudoeste, pierde la mayor parte de su humedad al cruzar la cordillera de los Andes y luego en la Patagonia, de modo que cuando alcanza la región pampeana "lleva" las temperaturas más frías pero el aire muy seco. Durante el invierno, como en la mayor parte de Argentina, es necesario salir con un abrigo de lana, una campera o sobretodo y bufanda.
El mes más caluroso es enero, con una temperatura media de 24-25 °C. Lás máximas promedio son de 30 °C durante ese mes. El calor es húmedo, por lo que la sensación térmica puede ser muy superior a la temperatura real. El día más caluroso del año suele ser de 37 °C a 39 °C, con sensaciones térmicas de hasta 42 °C. A la noche, la temperatura desciende levemente, a veces puede ser bochornosa, por lo que se usa ropa fresca y liviana, sin necesidad alguna de abrigos.
La ciudad es afectada también por la sudestada, principalmente entre abril y octubre. Éste es un viento originado por la baja presión existente en el litoral pampeano. Esta baja presión atrae una célula anticiclónica móvil que se origina en el Pacífico Sur, que atraviesa la Patagonia aproximadamente a los 40° latitud sur. Al llegar al Atlántico, cargándose de humedad y tomando un rumbo sureste - noroeste, este viento produce lluvias que pueden prolongarse durante días, llegando a producir inundaciones que afectan a diferentes sectores de la Ciudad.
| Datos Estadísticos (1981-1990) | Datos Estadísticos (1981-1990) | Datos Estadísticos (1981-1990) | Datos Estadísticos (1981-1990) | Datos Estadísticos (1981-1990) | Datos Estadísticos (1981-1990) | Datos Estadísticos (1981-1990) | Datos Estadísticos (1981-1990) | Datos Estadísticos (1981-1990) | Datos Estadísticos (1981-1990) |
| Mes                            | Temperatura (°C)               | Temperatura (°C)               | Temperatura (°C)               | Humedad relativa (%)           | Viento medio (km/h)            | Número de días con             | Número de días con             | Número de días con             | Precipitación (mm)             |
| Mes                            | Máxima media                   | Media                          | Mínima media                   | Humedad relativa (%)           | Viento medio (km/h)            | Despejado                      | Nublado                        | Precipitación                  | Precipitación (mm)             |
| ------------------------------ | ------------------------------ | ------------------------------ | ------------------------------ | ------------------------------ | ------------------------------ | ------------------------------ | ------------------------------ | ------------------------------ | ------------------------------ |
| Ene                            | 30.4                           | 25.1                           | 20.4                           | 65                             | 11.5                           | 11                             | 6                              | 9                              | 121.6                          |
| Feb                            | 28.7                           | 23.7                           | 19.4                           | 70                             | 10.8                           | 11                             | 6                              | 9                              | 122.6                          |
| Mar                            | 26.4                           | 21.4                           | 17                             | 72                             | 10                             | 13                             | 6                              | 9                              | 153.9                          |
| Abr                            | 22.7                           | 17.7                           | 13.7                           | 77                             | 8.9                            | 11                             | 6                              | 9                              | 106.9                          |
| May                            | 19                             | 14.3                           | 10.3                           | 76                             | 9                              | 9                              | 8                              | 8                              | 92.1                           |
| Jun                            | 15.6                           | 11.2                           | 7.6                            | 79                             | 8.4                            | 9                              | 10                             | 6                              | 50.0                           |
| Jul                            | 14.9                           | 10.9                           | 7.4                            | 79                             | 9.7                            | 10                             | 10                             | 7                              | 52.9                           |
| Ago                            | 17.3                           | 12.7                           | 8.9                            | 74                             | 10.3                           | 9                              | 9                              | 8                              | 63.2                           |
| Sep                            | 18.9                           | 14.2                           | 9.9                            | 71                             | 11.7                           | 10                             | 8                              | 7                              | 77.7                           |
| Oct                            | 22.5                           | 17.7                           | 13                             | 69                             | 11.5                           | 11                             | 7                              | 10                             | 139.3                          |
| Nov                            | 25.3                           | 20.6                           | 15.9                           | 68                             | 11.6                           | 10                             | 7                              | 10                             | 131.2                          |
| Dic                            | 28.1                           | 23.2                           | 18.4                           | 64                             | 11.8                           | 10                             | 6                              | 9                              | 103.2                          |

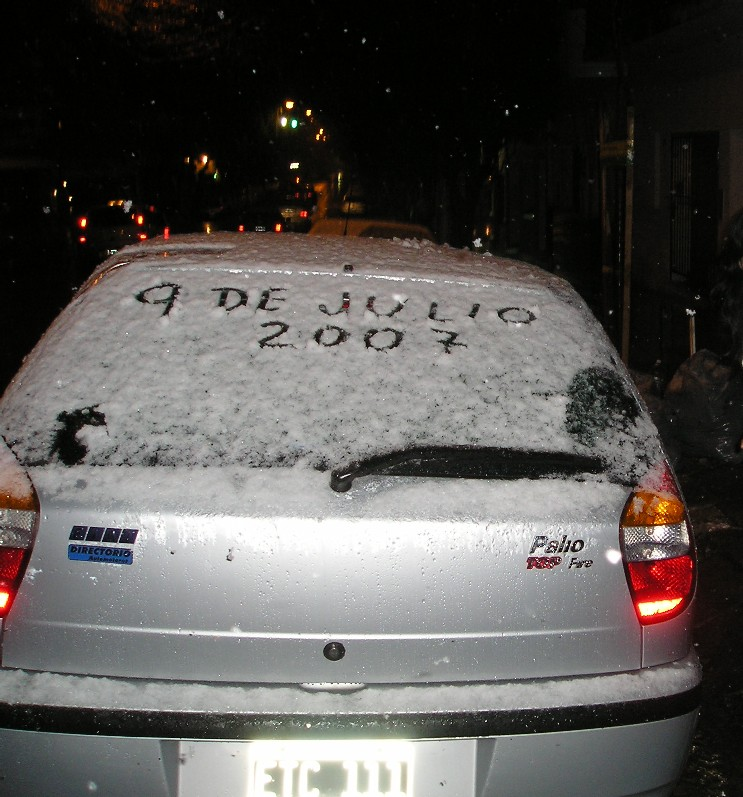
La histórica nevada del 9 de julio de 2007.

El promedio de precipitaciones anuales es de 1.146 mm. Las lluvias más frecuentes se producen en el otoño, la primavera y el verano. Son lluvias breves o lloviznas, en meses cálidos, por lo que no impiden el desarrollo de las actividades y permiten salir con ropa liviana y paraguas o impermeable.
Algunos fenómenos meteorológicos forman parte del imaginario ciudadano debido a sus extrañas, reales y repetitivas características. El veranito de San Juan es uno de los más conocidos. Los habitantes de Buenos Aires lo bautizaron así porque hace su aparición alrededor del 24 de junio (en pleno invierno austral), en que se celebra la fiesta de San Juan Bautista. Esta rareza climática, que dura entre tres y siete días, a veces alcanza los 24 °C, por lo que es común observar a la gente sentarse en las plazas en pleno invierno para tomar sol; es provocada por la corriente de chorro de baja intensidad y de baja altura o "viento norte". Al terminar la estación de frío se presenta la tormenta de Santa Rosa, un ciclo de lluvias y tormentas eléctricas que irrumpe con la llegada de la primavera y su nombre se debe a que la fecha aproximada en la cual ocurre se corresponde con la festividad de santa Rosa de Lima, el 30 de agosto.
Las nevadas en la ciudad son poco habituales por las razones antecitadas: las temperaturas en la zona de la ciudad de Buenos Aires naturalmente pueden llegar al 0 °C o menos (es decir como para que las precipitaciones sean en forma de nieve) durante los meses de invierno pero el viento frío que sopla casi siempre es seco (el Pampero seco) y la conglomeración urbana desde el siglo XX forma una isla de calor que eleva la temperatura entre uno a cinco grados. La más reciente ocurrió el 9 de julio de 2007, día en el cual la ciudad y la zona suburbana se cubrieron de blanco. Otras dos nevadas registradas: la noche del 22 de junio de 1918 y una de día en julio de 1967. En julio de 2010 la temperatura bajó durante la noche lo suficiente como para que se produjeran nevadas pero el cielo estaba poco cubierto y solo se produjeron algunas puntuales y esporádicas precipitaciones de aguanieve. En 2012 también se registró caída de aguanieve, y en algunas zonas del conurbano nevadas muy débiles, como consecuencia de una potente entrada de aire polar.